# Kumar
Kumar je priimek v Sloveniji, ki ga je po podatkih Statističnega urada Republike Slovenije na dan 1. januarja 2010 uporabljalo 398 oseb.  

## Znani slovenski nosilci priimka
- Adrijan Kumar - Borigoj (1924–2017), prvoborec, politični delavec
- Aldo Kumar (*1954),  skladatelj
- Andrej Kumar (1893–1969), vojaški pilot na solunski fronti, prvoborec, politični delavec
- Andrej Kumar (*1949), ekonomist, univ. profesor
- Bojan Kumar (*1950), hokejist
- Ciril Kumar (1864–1929), glasbenik
- Danila Kumar (1921–1944), partizanka, narodna herojinja
- Danila Zuljan Kumar (*1968), slovenska jezikoslovka
- Marko Kumar (*1975), hokejist
- Mihael Kumar (1598–1653), frančiškan, rimskokatoliški duhovnik in pomožni ljubljanski škof
- Milan Kumar (?–1991?), filmski snemalec in scenarist
- Milena Kumar (1928–1994), gledališka, filmska in televizijska kostumografinja (arhitektka)
- Ludvik Kumar (1856–1932), duhovnik, govornik
- Pavla Kumar (1871–1967), učiteljica, narodnoprosvetna in narodnogospodarska delavka
- Samo Kumar (*1973), hokejist
- Srečko Kumar (1888–1954), glasbenik in zborovodja
- Stane Kumar (1910–1997), slikar
- Vuka Kumar Hiti (1914–?), baletna pedagoginja, amaterska slikarka, pesnica
- Željko Kumar (1921–?), publicist, prof. zemljepisa

## Znani tuji nosilci priimka
- Akshay Kumar (*1967), indijski igralec
- Amit Kumar (*1981), indijski pevec
- Dilip Kumar (1922—2021), indijski igralec in politik
- Hemanta Kumar (1920—1989), indijski pevec in skladatelj
- Kishore Kumar (1929—1987), indijski pevec in igralec
- Manoj Kumar (*1937), indijski igralec in režiser
- Sanjeev Kumar (1938—1985), indijski igralec
- Uttam Kumar (1926—1980), indijski igralec
- Vimal Kumar (*1968), indijski igralec badmintona
- Krishna Kumar Shrestha (*1967), nepalski komunistični politik
- Tej Kumar Shrestha (*1948), nepalski naravoslovec, zoolog